# Stephens Island, British Columbia
Stephens Island är en ö i Kanada.   Den ligger i North Coast Regional District och provinsen British Columbia, i den sydvästra delen av landet, 4 000 km väster om huvudstaden Ottawa. Arean är 92 kvadratkilometer.
Terrängen på Stephens Island är lite kuperad. Öns högsta punkt är 414 meter över havet. Den sträcker sig 16,9 kilometer i nord-sydlig riktning, och 17,4 kilometer i öst-västlig riktning.
Trakten runt Stephens Island är nära nog obefolkad, med mindre än två invånare per kvadratkilometer.